# Manucol-Hata
Manucol-Hata (Mancolhata) ist eine osttimoresische Aldeia im Suco Loidahar (Verwaltungsamt Liquiçá, Gemeinde Liquiçá). 2015 lebten in der Aldeia 345 Menschen.

## Geographie
Manucol-Hata liegt im Zentrum des Sucos Loidahar. Westlich liegt die Aldeia Soatala, nordöstlich die Aldeia Cotalara und südlich die Aldeia Hatululi. Im Südwesten grenzt Manucol-Hata an den Suco Dato. Die Grenze zu Dato bildet nach Osten der Gaulara, ein Quellfluss des Flusses Gularkoo.
Die Besiedlung konzentriert sich im Norden, Westen und Süden, wo das Ortszentrum von Manucol-Hata liegt. Hier stehen auch die Grundschule und der Sitz des Sucos Loidahar. Weitere einzelne Häuser verteilen sich auf das Zentrum der Aldeia.

## Politik
2023 wurde Luciano Correia Vidigal zum Chefe de Aldeia gewählt.
v